# Let's Go Luna!
Let's Go Luna! （レッツゴールーナ！）は、アメリカ合衆国とカナダの合作のテレビアニメシリーズ。製作は、「キャンプ・ラズロ」「ロッコーのモダンライフ」が代表作のJoe Murrayによって作成された子供向けテレビシリーズ。
PBS Kidsの 9 Story Media Groupの Brown Bag Filmsが共同制作している。なお、日本では未上陸である。

## あらすじ
擬人化された動物が住む世界を舞台に、月のルーナと一緒に主人公3人が世界各国を旅する物語。登場人物はウォンバットのレオ（オーストラリア出身）、カエルのアンディ（アメリカ出身）、蝶のカルメン（メキシコ出身）で「Circo Fabuloso」というパフォーマンスグループに所属している。仲間と歌を歌ったり、童話の話をしたり、その国の文化を学んだり、そしてその国の人物の生活と会話を重視して物語が始まる。

## 登場人物
ルーナ(Luna the Moon)
声-英 Judy Greer
月を擬人化デザインしたキャラクターで主に世界の言語、音楽、食べ物、 習慣を彼らに紹介している。
3人の世界の旅の案内をする女性の月。麦わら帽子と赤いブーツが特徴。彼女が登場するたびに次々と各国の紹介が始まる。その前に3人がルーナが来たという歌を歌う。また、最も個性と容貌も強いキャラクターとして描かれている。
レオ・チョッカーズ(Leo Chockers)
声 -
オーストラリア出身の青いウォンバットの男の子。7歳。家族構成は父、母、妹である。性格はトリオの中で神経質で恥ずかしがり屋、緊張したり、不安があると自分の耳を引っ張ることがある。外見はオレンジ色の帽子をかぶっており、紫色のショートパンツと白い靴を履いている。
父親が旅行サーカスのシェフであり、食べることが大好き。レオも料理が得意らしい。
オーストラリア編の「Not Home on the Range」のエピソードでは大好きなレオの義理の叔父カモノハシのおじさんと一緒に馬に乗りたいのだが、耐え切れず自分が馬恐怖症ということを克服した。それに立ち向かう為におじさんと馬乗りの知識を得て学び、馬が好きになったという一面もある。
カルメン・マリポサ(Carmen Mariposa)
声- Saara Chaudry
メキシコ出身の紫色の蝶の女の子。7歳。家族は母と叔母。性格は仲間と助け合う、しっかり者。外見は緑のドレスと白いブーツを着ている。彼女は音楽好きであり、母親は旅行サーカス指揮者。完璧なミュージシャンになるために大きい役割を果たしている。
アンディ・ホッパー(Andy Hopper)
声- 
アメリカ出身の緑のカエルの男の子。7歳。家族は父と母。外見は彼は青いベレー帽を持ち、オレンジ色のズボンを着ている。美術・芸術に関心があり、絵画にとても熱い、写真撮影も大好き。
母親が旅行サーカスの衣装デザイナーであり、いつか母親のように熟練した画家になりたいという夢がある。